# Шабцигер
Шабцигер (на немски: Schabziger) e традиционно швейцарско сирене, което се произвежда само в кантон Гларус, Швейцария. Сиренето има зеленикав цвят, който се получава в резултат на добавянето в млякото на стръкчета син сминдух (Trigonella caerulea).

## История
Шабцигер е най-старата търговска марка за сирене в Швейцария, която е официално регистрирана с постановление на кантоналното правителство на Гларус през 1772 г.
Производството на това сирене започва от гларуските монаси още през VІІІ век. Точно описание на технологичния процес за получаване на сиреното е записано през 1463 г.
В наши дни сиренето Шабцигер се произвежда от компанията „Geska“ (Gesellschaft Schweizer Kräuterkäse-Fabrikanten). Извън Швейцария се продава под името „швейцарско зелено сирене“, а в САЩ и с търговската марка „Sap Sago“.

## Характеристика и производство
Шабцигер се произвежда от обезмаслено краве мляко и стръкчета син сминдух. Сместа се нагрява до 32 °C и се добавя лимонена или оцетна киселина. Сиренето се поставя в конични форми и се съхранява така в продължение на 6 до 8 дни. След това конусовидните пити се оставят да се сушат и зреят от 2 до 6 месеца. Шабцигер е твърдо зеленикаво сирене със силен вкус и аромат. В търговската мрежа се предлага във вид на конуси с тегло 100 грама и височина 5 см.
Съдържанието на мазнини в готовото сирене е по малко от 3%. В 100 грама сирене се съдържат 33 грама белтъчини и по малко от 1 грама мазнини, не съдържа въглехидрати и лактоза.
Шабцигер обикновено се консумира стрит или смесен с масло, което се намазва на хляб, може да се използва във фондю или да се настъргва върху сандвичи или в паста и юфка.